# 川松久芳
川松 久芳（かわまつ ひさよし）は、日本のトロンボーン奏者、ホーン編曲家。

## 来歴・人物
トロンボーン奏者でホーン（管楽器）セクションの編曲家。早稲田大学在学中、ビッグバンド・ジャズサークル「ハイソサエティオーケストラ」をコンサートマスター（ビッグバンドでの音楽監督）として率いて第22回山野ビッグバンドジャズコンテストで最優秀賞を獲得し大学日本一となる。
卒業後はJ-POPやソウルミュージックのホーンセクションを中心に活動、桑野信義バンドのバンドマスターを経て、主にダンス☆マンのホーン編曲としてモーニング娘。、郷ひろみなど数々のJ-POP作品にホーンアレンジ（ブラスアレンジとも呼ばれる）を提供するとともにトロンボーンを担当。数々のイベントや劇伴、アーティストのツアー曲等のホーンセクションを担当している。

## ホーンアレンジ（J-POP）
以下は、川松久芳がレコーディングに参加してホーンアレンジ（ブラスアレンジ）を提供したことが、表記等から判明しているJ-POP作品。J-POPに限らず音楽作品では、参加ミュージシャンが表記されないことがあり、編曲についても曲全体の編曲家（通称・ヘッドアレンジャー）だけが記載される場合が多く、その一部を請け負うホーン編曲家が個別に明記されるのは、ホーン編曲家が独自に創り出した管楽器フレーズが伴奏フレーズやイントロとして採用されている場合等、一部のケースに限られるため、データ収集は難しい。従って以下は網羅的なデータではない。

### シングル表題曲
- ダンス☆マン
  - 『ダンス部部長南原』（1998）
  - 『恋と愛の天国』（2000）
  - 『LA★BOOO』（2001）
  - 『アフロ軍曹』（2004）[2]
- モーニング娘。
  - 『ハッピーサマーウエディング』（2000）
  - 『ザ☆ピ〜ス!』（2001）
- 郷ひろみ with HYPER GO号 『なかったコトにして』（2000）[3]
- HYPER GO号2 『Paradise a go go』（2000）
- 郷ひろみ 『ワキワキマイフレンド』（2001）
- 安西ひろこ 『Andersen』（2001）
- ダンディ坂野 『ゲッツだぜ!』（2003）
- RUN&GUN 『BELIEVE』（2004）
- 音楽ガッタス 『やったろうぜ!』（2007）
- 虹のコンキスタドール
  - 『↓エイリアンガール・イン・ニューヨーク↑』（2016）
  - 『✝ノーライフベイビー・オブ・ジ・エンド✝』（2017）
- Juice=Juice 『KEEP ON 上昇志向!!』（2016）

### アルバム/シングルC/W曲
上記のシングル曲以外の作品。以下は収録されたアルバム等のタイトルのみ記載。
- ダンス☆マン
  - 『MIRRORBALLISM 2 -New Generetion Dance Classics』（1999）
  - 『MIRRORBALLISM 3 -New Generetion Dance Classics』（2000）
  - 『JAZZ SOUL FUNK』（2001）
  - 『MIRRORBALLISM 4-New Generetion Dance Classics』（2002）
  - 『FUNKCOVERLIC』（2004）
  - 『RETURNS』（2007）
- モーニング娘。
  - 『3rd -LOVEパラダイス-』（2000）
  - 『4th「いきまっしょい!」』（2002）
  - 『ベスト! モーニング娘。2』（2004）
  - 『モーニング娘。ベストセレクション 〜The 25周年〜』（2023）
- ステップス 『STOMP』（2001、日本版）
- PaniCrew 『Welcome 2 da Dancefilia』（2002）
- クイヌパナ 『Change The World』（2003）
- 相川七瀬 『ID：2』（2003）
- KinKi Kids 『G album -24/7-』（2003）
- 椎名純平『SOUL TREE〜a musical tribute to toshinobu kubota〜』（2004）
- Kuwaman(桑野信義) with Three Bicrees 『恋のモーレツラッパ吹き♪』（2004）
- 及川光博 『FUNKASIA☆』（2007）
- ドリームモーニング娘。 『ドリムス。①』（2011）
- 中島愛 『Be With You (アルバム)』（2012）
- TVアニメーション「輪廻のラグランジェ season2」オリジナルサウンドトラック（2012）[4]
- タッキー&翼 『Two Tops Treasure』（2014）
- Juice=Juice『Juice=Juiceシャープ2 -¡Una más!-』（2018）
- 鈴木みのり 『見る前に飛べ!』（2018）

## ホーンズマン・ブラザーズ
川松が主宰するホーンセクション、HORNS MAN BROTHERS。桑野信義バンドのホーンセクションとして結成・桑野により命名され上記の作品の多くに、ほぼ同じメンバーで収録。

### メンバー
- KUWA★MAN（桑野信義） (trumpet & flugelhorn)
- TETSU★MAN（田中哲也） (trumpet & flugelhorn)
- KAWA★MAN（川松久芳） (trombone & horn arrangement)　※本人
- SHIGE★MAN（山中成高） (alto & tenor sax)

### サポートメンバー
- KOIDE★MAN（小出義嗣） (trumpet & flugelhorn)
- NAGASHI★MAN（長島一樹） (baritone sax)